# Kosmača
Kosmača (cyr. Космача) – wieś w Serbii, w okręgu toplickim, w gminie Kuršumlija. W 2011 roku liczyła 65 mieszkańców.